# Tallano Technologies
Tallano Technologies est une entreprise française du domaine des transports et de l'environnement, créée en 2012. Elle développe un aspirateur à particules qui peut être intégré à différents systèmes de freinage utilisés dans les transports, principalement sur les automobiles et trains.
C'est un bureau d'études dont le modèle d'entreprise est basé sur la vente de licences auprès d'exploitants et constructeurs dans le secteur des transports.
Le siège social de Tallano Technologies est situé dans le 15e arrondissement de Paris, après avoir été à Boulogne-Billancourt, dans les Hauts-de-Seine. L'entreprise emploie une douzaine de salariés.

## Historique
C'est en constatant la noirceur des jantes de sa voiture, provoquée par les émissions de poussières métalliques de son système de freinage, que Christophe Rocca-Serra émet l'idée d'y ajouter un système de dépollution. Cette idée mène à la création de Tallano Technologies en 2012 et au lancement d'un aspirateur à particules baptisé « Tamic », qui se fixe directement sur l'étrier de frein.
En 2018, Tallano Technologies signe un partenariat avec la mairie de Paris pour équiper ses Renault Zoe de l'aspirateur à particules. Elle fait de même avec la SNCF et installe le dispositif « Tamic » sur des rames de RER de la ligne C en décembre 2020. Elle estime que 70% des émissions de particules émises par une rame dans les réseaux souterrains comme le métro sont causées par les freins des transports ferroviaires.
L'entreprise emploie fin 2021 une douzaine de salariés. Elle réalise une première levée de fonds de 4,5 millions d'euros en 2019, notamment auprès de family offices. Cette dernière levée de fonds a vu l’arrivée de Louis Schweitzer  et Guillaume Faury au conseil de surveillance, le premier en prenant la présidence. Fin 2021, elle annonce une nouvelle levée de fonds de 17,7 millions d’euros, cette fois auprès d’investisseurs institutionnels tels que Mirova, Bpifrance ou Veolia.
En 2023, l'entreprise fait partie des lauréats de la première édition du programme French Tech 2030.

## Activité
Tallano Technologies n'est pas un équipementier automobile mais un bureau d'études et vend donc des licences d'exploitation de ses brevets aux constructeurs, plutôt que de produire elle-même les dispositifs. Elle possède un portefeuille de brevets, qui ont été déposés dans douze pays. Son modèle économique est donc basé sur les royalties que lui versent les équipementiers et constructeurs automobiles ou ferroviaires pour l'utilisation de ses brevets.

## Produit
Le produit phare de Tallano Technologies est le dispositif « Tamic », pour « Turbine aspirante pour microparticules ». C'est un aspirateur à particules qui se fixe sur le système de freinage d'un véhicule. Il permet de capter une partie des particules fines émises par l'abrasion des plaquettes de frein et du disque lors de leur utilisation, processus qui émet six fois plus de pollution qu'un pot d'échappement pour un véhicule automobile moyen.

### Contexte clinique et environnemental
Une étude portée par l'INSA Lyon estime ainsi à 20 000 tonnes par an les poussières produites par les plaquettes de freins, dont 9 000 finissent directement dans l'atmosphère. Celles-ci, du fait du carbone suie et organique des résidus métalliques qu'elles génèrent, comme le fer, le manganèse, le cuivre ou le nickel, sont tout aussi dangereuses pour les voies respiratoires et cancérigènes. Au niveau mondial, elles représentent de 12,5 % à 21 % du total des particules émises par le trafic routier.
Les filtres à particules ne sont aujourd'hui pas obligatoires sur les systèmes de freinage des véhicules. Néanmoins une nouvelle norme concernant les émissions de particules fines des automobiles, nommée « Euro 7 », qui devrait être publiée par la Commission européenne en juillet 2022, pourrait établir des seuils contraignants d'émissions de particules fines par les freins d'ici 2025. Elle pourrait ainsi rendre obligatoires les filtres à particules sur les systèmes de freinage,. Avec le développement des véhicules électriques et l'interdiction prévue des moteurs à combustion et explosion par la Commission européenne en 2035, la part des systèmes de freinage dans les émissions de pollution des véhicules devrait mécaniquement augmenter. Elle avait déjà augmenté de fait après la mise en application des normes Euro 5 et Euro 6, qui s'étaient concentrées sur la réduction des émissions provenant des moteurs à explosion.

### Système d'aspiration
Le dispositif « Tamic » aspire et récupère dans un filtre les particules générées par l'abrasion des freins avant leur libération dans l'air. 80 % des particules peuvent ainsi être récupérées à la source lors du freinage sur une automobile et 70 % sur une rame de train. Il ne nécessite qu'un changement du filtre lors de la révision du véhicule et de ses plaquettes frein pour en faciliter la production et l'entretien. En revanche, le système peut difficilement être ajouté à une automobile déjà produite et doit être installé durant la production, car il nécessite des plaquettes et un étrier de frein adaptés.

## Direction

### Directoire
- Christophe Rocca-Serra, CEO
- Jean-Louis Juchault, directeur général
- Loïc Adamczak, CTO

### Conseil de surveillance

#### Membres
- Louis Schweitzer : président du Conseil de Surveillance et ancien président du groupe Renault
- Philippe Harache : ancien vice-président d'Eurocopter
- Marina Groenberg : directeur général de Lynwood
- Philippe Thiolat : CEO de Thiolat Packaging
- Marc Romano : directeur général du fonds de capital-investissement Mirova
- Gilles Schang : directeur général adjoint de Bpifrance
- Gwendoline Cazenave : CEO d'Eurostar

#### Censeur
- Yvan-Michel Ehkirch : associé chez Karista